# Марсел Илхан
 Марсел Илхан (тур. Marsel İlhan; рођен 11. јуна 1987. године у Самарканду, Узбекистан) је турски тенисер. Најбољи пласман на АТП листи му је 77. место. Он је први турски тенисер који је успео да стигне до 2. кола на неком гренд слем турниру, први турски тенисер који је успео да освоји челенџер и први турски играч који је ушао међу 100 најбољих тенисера на свету.

## Тениска каријера
Рођен је у Узбекистану, а касније је емигрирао у Турску са мајком. 2004. године је почео да игра тенис у Истанбулу. Један од првих спонзора му је био Кија моторс Турске. После неколико година интензивног тренирања тениса, у 2007. години направио је велики скок: са 1320. дошао је на 320. позицију.

### 2007—2008
Током 2007. и 2008. је освојио неколико фјучерс турнира и у јулу 2008. освојио је своју прву титулу на АТП челенџер титулу у Израелу где је у финалу победио Иву Клеца из Словачке у два сета 6:4, 6:4.

### 2009
На Отвореном првенству САД 2009. године, Илхан се квалификовао за главни жреб по први пут у својој каријери на неком гренд слем турниру. Тиме је постао први турски тенисер који је играо на неком гренд слем турниру. У првом колу је победио Кристофера Рохуса из Белгије у пет сетова резултатом 3:6, 6:3, 3:6, 7:5, 7:5. У другом колу је изгубио од Џона Изнера резултатом 6:3, 6:4, 7:6.
Илхан се у октобру 2009. квалификовао за турнир на Тајланду. У првом колу је победио Бенјамина Бекера у три сета 4:6, 7:6, 6:3, али је онда у другом колу изгубио од Јиргена Мелцера у два сета: 4:6, 2:6.

### 2010
Илхан је играо квалификације за Отвореном првенству Аустралије где је у првом колу победио Питера Поланског 6:1, 6:2. У другом колу квалификација победио је Алекса Богдановића резултатом 6:4, 6:4. У трећем колу квалификација Илхан је изгубио од Немца Дитера Киндлмана. У тешком мечу изгубио је први сет 5:7, лако је освојио други са 6:1 и изгубио последњи сет који се играо у супер тај брејку са 9:11, у мечу који је трајао преко три сата.
Међутим, због повреде Жила Симона, који је отказао учешће на турниру, Илхан је ушао у главни жреб Отвореног првенства Аустралије у тенису. Илхан је у првом колу победио бившег светског броја четири Себастијана Грожана у три сета резултатом 6:4, 6:3, 7:5. У другом колу Марсел је изгубио од тадашњег светског броја једанаест, чилеанског тенисера Фернанда Гонзалеса у три сета резултатом 3:6, 4:6, 5:7.
У првом колу Вимблдона 2010. године победио је Бразилца Маркоса Данијела са 3:2 у сетовима, направивши преокрет од 0:2 до 3:2. У другом колу је играо против тадашњег светског броја 37 Виктора Ханескуа и изгубио је тај меч у четири сета са 4:6, 4:6, 6:3, 3:6.
20. септембра 2010. године освојио је своју другу челенџер титулу у Бањој Луци, Босна и Херцеговина на земљаној подлози где је у финалу победио Шпанца Переа Рибу 2:0 у сетовима 6:0, 7:6.